# Club Sport Marítimo
Il Club Sport Marítimo, noto come Marítimo, è una società sportiva portoghese con sede nella città di Funchal, nell'isola di Madera.
Il club, che dispone fra le altre anche di sezioni di atletica, e pallacanestro, è principalmente noto per la sua divisione calcistica, che attualmente milita in Segunda Liga, la seconda divisione del campionato portoghese.

## Storia
Il Club Português de Sport Marítimo fu fondato il 20 settembre del 1910 da C. Fernandes de Gouveia, che volle rispecchiare nel nome e nei primi simboli adottati la vocazione marittima dei primi calciatori e dirigenti, in buona parte pescatori ed impiegati portuali a Funchal.
Dopo aver imposto il proprio predominio sulle competizioni calcistiche locali, il Marítimo rappresentò per la prima volta la propria isola in una competizione nazionale, il Campeonato de Portugal, nel 1923; tre anni più tardi, nel 1926, la vittoria per 2-0 sul Belenenses consentì ai rosso-verdi di imporsi nella competizione (antesignana del Campionato portoghese di calcio, che prenderà il via solo nel 1934) e conquistare il primo e finora unico trofeo vinto dalla squadra in ambito nazionale.
La partecipazione al campionato venne inizialmente negata dalla federazione calcistica del Portogallo ai club di Madera, per ragioni logistiche; nel trentennio fra il 1940 ed il 1970 al campione dell'isola venne riservato unicamente un posto in Coppa del Portogallo. Il Marítimo si impose come club più vincente a livello locale conquistando il campionato di Madera per 21 volte, e venne insignito nel 1956 dell'onorificenza dell'Ordine del Cristo a seguito di una tournée in Africa.
Nel 1973 la federazione acconsentì a far partecipare la squadra campione dell'isola ad un turno di qualificazione per l'accesso al campionato nazionale. Il Marítimo, in quanto campione in carica, vinse il torneo e venne così iscritto per la prima volta alla Segunda Divisão, il secondo livello del calcio portoghese, per la stagione 1973-74.
Nel 1978 la squadra venne promossa per la prima volta in Primeira Divisão, categoria che fu mantenuta fino al 1981 e successivamente, dopo un susseguirsi di alti e bassi durato qualche anno, riconquistata definitivamente nel 1986. Da allora il Marítimo milita stabilmente nella massima serie del campionato portoghese, prima squadra di Madera a raggiungere la categoria.
L'arrivo del brasiliano Paulo Autuori in panchina nel 1991 coincise con un periodo di gloria per i rosso-verdi, che nel 1993 ottennero un brillante quinto posto in campionato (miglior piazzamento raggiuinto dal club) ed il diritto di partecipare per la prima volta ad una competizione europea, la Coppa UEFA 1993-94. L'accesso all'Europa venne conquistato anche l'anno successivo, stagione in cui la squadra raggiunse anche la finale di coppa del Portogallo, persa per 2-0 contro lo Sporting Lisbona. Anche nel decennio seguente la squadra isolana riuscì a confermarsi come una presenza stabile nella prima divisione portoghese, e a raggiungere nuovamente la finale della coppa nazionale nel 2001, persa contro il Porto. La squadra rosso-verde ha partecipato in successive occasioni alla Coppa UEFA e all'Europa League, riuscendo a raggiungere la fase a gironi in quest'ultima competizione nel UEFA Europa League 2012-2013. In totale sono otto le apparizioni complessive in Europa della società madeirense.
Negli ultimi anni il Marítimo è riuscito a conservare la categoria e a consolidarsi come realtà della medio-alta classifica, riuscendo a raggiungere la finale della Taça da Liga (la Coppa di Lega portoghese) nel 2015 e 2016, risultando perdente in entrambe le occasioni contro il Benfica.

## Colori e simboli

### Colori sociali
Sin dalla sua fondazione, il Marítimo ha adottato come suoi colori distintivi il verde ed il rosso, ispirati da quelli della bandiera adottata dalla al tempo neonata repubblica lusitana. La scelta cadde sui colori repubblicani per distinguere il club appena fondato dai rivali del Club Sports da Madeira, che avevano invece adottato il bianco-blu monarchico.

### Stemma
L'emblema del club raffigura un leone bianco su sfondo verde, contornato da un timone rosso. È questo un richiamo alle origini portuali del club. Adottato nel 1921-22, ha subito solo piccole modifiche grafiche da allora.

## Strutture

### Stadio
Dal 1927 la squadra gioca le proprie partite casalinghe in quello che attualmente è l'impianto Estádio do Marítimo (10.600 posti). In precedenza conosciuto come Estádio dos Barreiros (dal 1957), lo stadio è stato rimodernato nel periodo 2009-2016 e portato alla sua capienza attuale.

## Società

### Settore giovanile
Il club dispone di una propria sezione giovanile, il Marítimo B, attualmente militante nel Campeonato de Portugal, la terza serie della piramide calcistica lusitana.

## Palmarès

### Competizioni nazionali
- Coppa del Portogallo: 1

1926
- Segunda Divisão: 2

1976-1977, 1981-1982

### Altri piazzamenti
- Coppa del Portogallo:

Finalista: 1994-1995, 2000-2001
Semifinalista: 1923, 1931, 1936, 1938, 1955-1956, 1967-1968, 2001-2002
- Coppa di Lega portoghese:

Finalista: 2014-2015, 2015-2016

## Statistiche e record

### Partecipazione ai campionati
| Livello | Categoria        | Partecipazioni | Debutto   | Ultima stagione | Totale |
| ------- | ---------------- | -------------- | --------- | --------------- | ------ |
| 1º      | Primeira Divisão | 20             | 1977-1978 | 1998-1999       | 41     |
| 1º      | Primeira Liga    | 21             | 1999-2000 | 2020-2021       | 41     |
| 2º      | Segunda Divisão  | 7              | 1973-1974 | 1984-1985       | 7      |

### Statistiche nelle competizioni UEFA
Tabella aggiornata alla fine della stagione 2019-2020.
| Competizione                  | Partecipazioni | G  | V  | N | P  | RF | RS |
| ----------------------------- | -------------- | -- | -- | - | -- | -- | -- |
| Coppa UEFA/UEFA Europa League | 9              | 36 | 14 | 9 | 13 | 38 | 37 |

## Tifoseria

### Gemellaggi e rivalità
La rivalità maggiormente sentita dalla tifoseria rosso-verde è quella nei confronti del C.D. Nacional, con il quale tradizionalmente viene contesa la supremazia isolana. A partire dal 1988 la partita si è disputata in più occasioni anche nella massima categoria. Un'altra rivalità, sempre su base geografica, è quella verso l'União Madeira. Anche questa partita si è disputata in Primeira Liga, l'ultima volta nel 2016, annata nella quale tutte e tre le tre principali squadre isolane si sono affrontate nella massima serie.
Il club presenta una base di simpatizzanti anche all'estero: nel 1959 alcuni esuli di Madera fondarono in Venezuela il Club Sport Marítimo de Venezuela, squadra dichiaratamente ispirata alla simbologia del club isolano e con cui le relazioni di amicizia sono proseguite fino allo scioglimento della società nel 1995. Una situazione simile si presenta nei confronti del Marítimo di Porto Novo, squadra capoverdiana affiliata al club di Madera dal 1997.

## Organico

### Rosa 2024-2025
Rosa aggiornata al 16 gennaio 2025
| N. |                                 | Ruolo | Calciatore          |
| -- | ------------------------------- | ----- | ------------------- |
| 1  | Francia (bandiera)              | P     | Samu                |
| 2  | Brasile (bandiera)              | D     | Igor Julião         |
| 4  | Brasile (bandiera)              | D     | Almeida Junior      |
| 5  | Danimarca (bandiera)            | D     | Noah Madsen         |
| 8  | Portogallo (bandiera)           | C     | Pedrinho            |
| 7  | Venezuela (bandiera)            | C     | Enrique Peña Zauner |
| 9  | Bulgaria (bandiera)             | A     | Preslav Borukov     |
| 10 | Portogallo (bandiera)           | C     | Bernardo Gomes      |
| 11 | Portogallo (bandiera)           | C     | Cristian Ponde      |
| 14 | Portogallo (bandiera)           | D     | Pedro Empis         |
| 16 | Portogallo (bandiera)           | C     | Carlos Daniel       |
| 17 | Portogallo (bandiera)           | C     | Xiko Gomes          |
| 18 | Bosnia ed Erzegovina (bandiera) | D     | Vladan Danilović    |
| 20 | Portogallo (bandiera)           | C     | João Tavares        |
| 21 | Portogallo (bandiera)           | D     | Tomás Domingos      |

| N. |                       | Ruolo | Calciatore             |
| -- | --------------------- | ----- | ---------------------- |
| 22 | Portogallo (bandiera) | P     | Pedro Teixeira         |
| 24 | Portogallo (bandiera) | D     | Rodrigo Borges         |
| 28 | Portogallo (bandiera) | D     | André Rodrigues        |
| 29 | Capo Verde (bandiera) | A     | Patrick Fernandes      |
| 35 | Francia (bandiera)    | C     | Noah Françoise         |
| 44 | Portogallo (bandiera) | D     | Romain Correia         |
| 45 | Portogallo (bandiera) | D     | Fábio China (capitano) |
| 77 | Portogallo (bandiera) | C     | Francisco França       |
| 79 | Portogallo (bandiera) | A     | Martim Tavares         |
| 88 | Portogallo (bandiera) | C     | Rodri Andrade          |
| 98 | Francia (bandiera)    | C     | Ibrahima               |
| 99 | Portogallo (bandiera) | P     | Gonçalo Tabuaço        |
|    | Spagna (bandiera)     | A     | Fabio Blanco           |
|    | Brasile (bandiera)    | C     | Michel Costa           |

### Rosa 2023-2024
Rosa aggiornata al 17 gennaio 2024
| N. |                       | Ruolo | Calciatore             |
| -- | --------------------- | ----- | ---------------------- |
| 2  | Brasile (bandiera)    | D     | Cláudio Winck          |
| 3  | Colombia (bandiera)   | D     | Moisés Mosquera        |
| 4  | Brasile (bandiera)    | D     | Matheus Costa          |
| 5  | Mozambico (bandiera)  | D     | Zainadine Júnior       |
| 6  | Portogallo (bandiera) | C     | Diogo Mendes           |
| 7  | Brasile (bandiera)    | A     | Bruno Marques          |
| 8  | Brasile (bandiera)    | D     | Val Soares             |
| 9  | Spagna (bandiera)     | A     | Pablo Moreno           |
| 10 | Italia (bandiera)     | C     | Stefano Beltrame       |
| 11 | Venezuela (bandiera)  | A     | Chuchu                 |
| 12 | Portogallo (bandiera) | A     | Edgar Costa (capitano) |
| 15 | Portogallo (bandiera) | D     | René Santos            |
| 16 | Brasile (bandiera)    | D     | Euller                 |
| 17 | Portogallo (bandiera) | C     | Félix Correia          |
| 21 | Brasile (bandiera)    | D     | João Afonso            |
| 23 | Portogallo (bandiera) | C     | Xadas                  |

| N. |                          | Ruolo | Calciatore       |
| -- | ------------------------ | ----- | ---------------- |
| 25 | Portogallo (bandiera)    | D     | Gonçalo Cardoso  |
| 27 | Portogallo (bandiera)    | D     | Paulinho         |
| 29 | Colombia (bandiera)      | A     | Brayan Riascos   |
| 30 | Georgia (bandiera)       | P     | Giorgi Makaridze |
| 31 | Brasile (bandiera)       | P     | Marcelo Carné    |
| 36 | Perù (bandiera)          | A     | Percy Liza       |
| 38 | Brasile (bandiera)       | C     | Léo Pereira      |
| 44 | Portogallo (bandiera)    | C     | André Teles      |
| 45 | Portogallo (bandiera)    | D     | Fábio China      |
| 57 | Mozambico (bandiera)     | C     | Geny Catamo      |
| 59 | Rep. Ceca (bandiera)     | P     | Matouš Trmal     |
| 85 | Guinea-Bissau (bandiera) | D     | Nito Gomes       |
| 94 | Brasile (bandiera)       | D     | Vítor Costa      |
| 96 | Portogallo (bandiera)    | P     | Pedro Teixeira   |
| 27 | Guinea (bandiera)        | D     | Ibrahima         |

### Rosa 2022-2023
Rosa aggiornata al 10 maggio 2023
| N. |                       | Ruolo | Calciatore             |
| -- | --------------------- | ----- | ---------------------- |
| 2  | Brasile (bandiera)    | D     | Cláudio Winck          |
| 3  | Colombia (bandiera)   | D     | Moisés Mosquera        |
| 4  | Brasile (bandiera)    | D     | Matheus Costa          |
| 5  | Mozambico (bandiera)  | D     | Zainadine Júnior       |
| 6  | Portogallo (bandiera) | C     | Rafael Brito           |
| 7  | Portogallo (bandiera) | C     | André Vidigal          |
| 8  | Brasile (bandiera)    | D     | Val Soares             |
| 9  | Spagna (bandiera)     | A     | Pablo Moreno           |
| 10 | Italia (bandiera)     | C     | Stefano Beltrame       |
| 11 | Venezuela (bandiera)  | A     | Chuchu                 |
| 12 | Portogallo (bandiera) | A     | Edgar Costa (capitano) |
| 15 | Portogallo (bandiera) | D     | René Santos            |
| 16 | Portogallo (bandiera) | C     | Diogo Mendes           |
| 17 | Portogallo (bandiera) | C     | Félix Correia          |
| 21 | Brasile (bandiera)    | D     | João Afonso            |

| N. |                          | Ruolo | Calciatore       |
| -- | ------------------------ | ----- | ---------------- |
| 23 | Portogallo (bandiera)    | C     | Xadas            |
| 25 | Portogallo (bandiera)    | D     | Gonçalo Cardoso  |
| 27 | Portogallo (bandiera)    | D     | Paulinho         |
| 29 | Colombia (bandiera)      | A     | Brayan Riascos   |
| 30 | Georgia (bandiera)       | P     | Giorgi Makaridze |
| 31 | Brasile (bandiera)       | P     | Marcelo Carné    |
| 36 | Perù (bandiera)          | A     | Percy Liza       |
| 38 | Brasile (bandiera)       | C     | Léo Pereira      |
| 44 | Portogallo (bandiera)    | C     | André Teles      |
| 45 | Portogallo (bandiera)    | D     | Fábio China      |
| 57 | Mozambico (bandiera)     | C     | Geny Catamo      |
| 59 | Rep. Ceca (bandiera)     | P     | Matouš Trmal     |
| 85 | Guinea-Bissau (bandiera) | D     | Nito Gomes       |
| 94 | Brasile (bandiera)       | D     | Vítor Costa      |
| 96 | Portogallo (bandiera)    | P     | Pedro Teixeira   |

### Rosa 2021-2022
Rosa aggiornata al 27 dicembre 2021
| N. |                       | Ruolo | Calciatore             |
| -- | --------------------- | ----- | ---------------------- |
| 1  | Portogallo (bandiera) | P     | Miguel Silva           |
| 2  | Brasile (bandiera)    | D     | Cláudio Winck          |
| 4  | Brasile (bandiera)    | D     | Matheus Costa          |
| 5  | Mozambico (bandiera)  | D     | Zainadine Júnior       |
| 7  | Portogallo (bandiera) | C     | André Vidigal          |
| 8  | Francia (bandiera)    | C     | Rafik Guitane          |
| 9  | Iran (bandiera)       | A     | Ali Alipour            |
| 10 | Italia (bandiera)     | C     | Stefano Beltrame       |
| 12 | Portogallo (bandiera) | A     | Edgar Costa (capitano) |
| 15 | Argentina (bandiera)  | C     | Iván Rossi             |
| 16 | Portogallo (bandiera) | C     | Diogo Mendes           |
| 17 | Portogallo (bandiera) | C     | Xadas                  |
| 21 | Spagna (bandiera)     | D     | Jorge Sáenz            |
| 23 | Portogallo (bandiera) | C     | Rúben Macedo           |

| N. |                       | Ruolo | Calciatore      |
| -- | --------------------- | ----- | --------------- |
| 24 | Mozambico (bandiera)  | C     | Clésio Bauque   |
| 25 | Brasile (bandiera)    | A     | Ricardinho      |
| 27 | Svezia (bandiera)     | D     | Tim Söderström  |
| 36 | Portogallo (bandiera) | C     | Miguel Sousa    |
| 45 | Portogallo (bandiera) | D     | Fábio China     |
| 48 | Brasile (bandiera)    | P     | Paulo Victor    |
| 60 | Portogallo (bandiera) | C     | Pedro Pelágio   |
| 66 | Brasile (bandiera)    | D     | Léo Andrade     |
| 88 | Portogallo (bandiera) | C     | Rodrigo Andrade |
| 93 | Brasile (bandiera)    | C     | Henrique        |
| 94 | Brasile (bandiera)    | D     | Vítor Costa     |
| 95 | Camerun (bandiera)    | A     | Joel Tagueu     |
| 96 | Portogallo (bandiera) | P     | Pedro Teixeira  |

### Rosa 2020-2021
Rosa aggiornata al 24 febbraio 2021
| N. |                       | Ruolo | Calciatore                  |
| -- | --------------------- | ----- | --------------------------- |
| 1  | Iran (bandiera)       | P     | Amir Abedzadeh              |
| 2  | Brasile (bandiera)    | D     | Cláudio Winck               |
| 4  | Brasile (bandiera)    | D     | Lucas Áfrico                |
| 5  | Mozambico (bandiera)  | D     | Zainadine Júnior            |
| 6  | Brasile (bandiera)    | C     | Jean Irmer                  |
| 7  | Francia (bandiera)    | C     | Rafik Guitane               |
| 8  | Argentina (bandiera)  | C     | Jorge Correa                |
| 9  | Brasile (bandiera)    | A     | Rodrigo Pinho               |
| 10 | Italia (bandiera)     | C     | Stefano Beltrame            |
| 11 | Francia (bandiera)    | A     | François-Xavier Fumu Tamuzo |
| 12 | Portogallo (bandiera) | A     | Edgar Costa                 |
| 13 | Colombia (bandiera)   | C     | Diego Moreno                |
| 14 | Brunei (bandiera)     | A     | Faiq Bolkiah                |
| 16 | Brasile (bandiera)    | C     | Jean Cléber                 |
| 17 | Angola (bandiera)     | C     | Felício Milson              |

| N. |                       | Ruolo | Calciatore          |
| -- | --------------------- | ----- | ------------------- |
| 18 | Francia (bandiera)    | C     | Franck-Yves Bambock |
| 20 | Brasile (bandiera)    | A     | Kibe                |
| 22 | Brasile (bandiera)    | P     | Caio Secco          |
| 23 | Portogallo (bandiera) | C     | Rúben Macedo        |
| 25 | Brasile (bandiera)    | D     | René                |
| 27 | Svezia (bandiera)     | D     | Tim Söderström      |
| 31 | Brasile (bandiera)    | A     | Sassá               |
| 45 | Portogallo (bandiera) | D     | Fábio China         |
| 46 | Cipro (bandiera)      | D     | Antreas Karo        |
| 60 | Portogallo (bandiera) | C     | Pedro Pelágio       |
| 66 | Brasile (bandiera)    | D     | Léo Andrade         |
| 70 | Iran (bandiera)       | A     | Ali Alipour         |
| 86 | Brasile (bandiera)    | D     | Marcelo Hermes      |
| 94 | Brasile (bandiera)    | P     | Charles             |
| 95 | Camerun (bandiera)    | A     | Joel Tagueu         |